# Meronímia és holonímia
A szemantikában a meronímia – holonímia terminuspár a szavak között lehetséges egyik szemantikai (jelentésbeli) viszonyt nevezi meg. Ez a viszony abból adódik, hogy egy meronima (< ógörög μέρος mérosz ’rész’ + ὄνυμα onüma ’név’) szó denotátuma része egy másik, holonima (< ὅλος holosz ’egész’ + ὄνυμα) szó denotátumának. Jelentéseiket tekintve például az ujj szó meronim viszonyban van a kéz szóval (meronimája a kéz szónak), a kéz szó pedig holonim viszonyban van az ujj szóval (holonimája az ujj szónak).
A meronímia és holonímia viszonya nem tévesztendő össze a hiponímia és hiperonímia közti, ugyancsak szemantikai viszonnyal. A hiperonima denotátumok osztályát nevezi meg (pl. virág), és e denotátumokat külön-külön hiponimák jelzik, pl. rózsa, viola, tulipán.
A nyelvészet hagyományosan kevesebb figyelmet szentelt a meronímia – holonímia viszonynak, mint más szemantikai viszonyoknak, például a szinonímiának és az antonímiának, mivel a meronímia/holonímia nem világosan lexikai (szavak közötti) viszony, hanem inkább szavak denotátumai közötti. Például a farok része a kutyának, viszont a farok szó jelentése nem része a kutya szó jelentésének, és a kutya szó jelentése sem része a farok szó jelentésének.
Annak megállapítása céljából, hogy két szó meronim/holonim viszonyban van-e egymással, különböző szerzők olyan próbamondatokba foglalják őket, mint:
- „Az X az Y része”: A szárny a madár része;
- „Y-nak van X-e”: A madárnak van szárnya;
- „Y részben X”: A kalapács részben fém.

## A meronímia/holonímia típusai
A meronima – holonima párok különböznek egymástól vonásaikat tekintve.
Egy bizonyos szempontból létezik szükséges meronima, például a szem – arc párban. A szükségesség abból adódik, hogy az arcban szemeknek kell lenniük ahhoz, hogy teljes legyen. Ez a meronimaféle ellentétben áll az opcionálissal, mint a párna – szék párban, mivel e szavak denotátumai külön is megvannak.
Más esetekben ugyanaz a meronima egy bizonyos egész nélkülözhetetlenül hozzátartozó részét nevezi meg, de más egésznek nem minden esetben része. Angol példa a handle szó, amely úgy a kanál nyelét, mint az ajtó kilincsét nevezi meg. Mármost handle nélkül a kanál nem igazán kanál, de handle nélkül az ajtó ajtó marad.
Ugyanannak az egésznek egyik része pontosabban körülhatárolt lehet, mint más része, például a nyelven található egyik szemölcs a nyelv hegyével szemben.
Más szempontból, bár egy rész nem határolható körül pontosan, mégis motiváltabb az azonosítása, mint más, szintén nem pontosan körülhatárolható részé, mivel hasznosabb. Ilyen lenne Murphy 2006 szerint az ujj hegye a nyelv hegyével szemben.
Végül egyes meronima – holonima párok jobban illenek össze, mint mások:
- Elsősorban mivel egyes szavak denotációjának a sávja szélesebb, mint más szavaké, a meronima – holonima párok különbözhetnek tagjaik denotációi sávjának az összeillési foka tekintetében. Például a tengernagy – flotta pár tagjai viszonylag jól illenek össze denotációjuk sávja szerint, mivel minden flottának van terngernagya, és elvileg nincs tengernagy flotta nélkül. Ellenben az angol handle – door ’ajtó’ pár tagjai nem illenek össze ebből a szempontból, mivel nem minden handle kilincs, és egyes ajtóknak nincs kilincse.
- Másodsorban létezik fázis tekintetében való összeillés és össze nem illés, azaz egyes szavak csak egy bizonyos időszakban vannak meronímia/holonímia viszonyban. Például a tej lehet része egy süteménynek, amíg az nem készült el, de azután azt lehet mondani, hogy a tej már nem létezik, tehát a tej – sütemény pár tagjai nem illenek össze a fázis tekintetében.
- Harmadsorban létezik típusbeli összeillés, amikor a rész és az egész egyazon ontológiai típusúak, például mindkettő anyag, vagy mindkettő tárgy. Például liszt – (egy) keksz nem összeillő pár, mivel a liszt anyag, a keksz pedig tárgy.

A fenti vonások alapján meg lehet különböztetni prototipikus és nem prototipikus meronim/holonim viszonyokat. Prototipikusak azok, amelyekben a meronima szükséges, nézkülözhetetlen, pontosan körülhatárolt és motivált részt megnevező, valamint a holonimával összeillő.
Egyes meronim/holonim viszonyokat egyazon egész részeinek jellegzetességei szerint is meg lehet különböztetni egymástól. Például a torta szó lehetséges meronimái aszerint különböznek, hogy miféle olyan dolgokat neveznek meg, amelyekre a tortát osztani lehet:
- szeletek;
- hozzávalók: liszt, tej, tojás, vaj stb.;
- szerkezeti részek: lapok, krémrétegek, máz stb.

A meronim/holonim viszonyok tipológiája nem egységes. Aszerint különbözik, hogy milyen tágan értelmezik azon főnevek fajtáit, amelyeket számba vesznek. A meronímia/holonímia olyan típusait azonosítják, mint:
- szegmens – egész: hónap – év;
- funkciós összetevő – egész: billentyűzet – számítógép;
- tag – együttes: fa – erdő, tag (személy) – klub;
- anyag – egész: üveg – kancsó;
- embercsoport – egész: legénység – hajó;
- vezető – embercsoport: hajóskapitány – legénység;
- tetőpont – egész: poén – vicc.

## A meronímia/holonímia tulajdonságai
Mivel a rész-egész viszony típusai különfélék, és inkább a denotátumokra vonatkoznak, mint a jelentésekre, kevés dolgot lehet általában állítani a meronímia/holonímia logikai tulajdonságairól.
A szinonímiával és az antonímiával ellentétben a meronímia–holonímia aszimmetrikus viszony, azaz nem reflexív: ha X meronimája Y-nak, akkor Y nem meronimája X-nek.
A viszony egyes típusai tranzitívak. Például a testrészek között tranzitív viszony van, mivel olyan szillogizmusokba foglalhatók, mint:
(1) 1. feltétel: A szem az arc része.
2. feltétel: Az arc a test része.
Következtetés: A szem a test része.
Más esetekben a viszony nem tranzitív, amit az alábbi érvénytelen szillogizmus bizonyít:
(2) 1. feltétel: A kéreg a fa része.
2. feltétel: A fa az erdő része.
? Következtetés: A kéreg az erdő része.
A (2)-ben nem valósul meg a tranzitivitás, mert a feltételekben lévő viszonyok különböző típusúak: összetevő – egész, illetve tag – együttes.

## A meronímia/holonímia gyakorlati fontossága
A hiponímia/hiperonímiával együtt a meronímia/holonímia lényeges az értelmező szótárak definícióinak (meghatározásainak) a szerkesztésében.
Különféle típusú meronim/holonim viszonyok képviseltetik magukat lexikai adatbázisokban, amelyeket a természetes nyelvek feldolgozása céljából készítenek a számítógépes nyelvészet segítségével.

### Közvetlen források
- Bokor József: Szókészlettan. In In A. Jászó Anna (szerk.). A magyar nyelv könyve. 8. kiadás. Budapest: Trezor. 2007. ISBN 978-963-8144-19-5. 164–196. o. (Hozzáférés: 2022. április 26.)
- (angolul) Collinge, N. E. (szerk.): An Encyclopaedia of Language (Nyelvi enciklopédia). London – New York: Taylor & Francis e-Library, 2005. PDF kiadás. ISBN 0-203-71185-8
- (angolul) Crystal, David: A Dictionary of Linguistics and Phonetics (Nyelvészeti és hangtani szótár). 6. kiadás. Blackwell Publishing, 2008. ISBN 978-1-4051-5296-9 (Hozzáférés: 2022. április 26.)
- (angolul) Murphy, M. L.: Meronymy (Meronímia). In Brown, Keith (főszerk.): Encyclopedia of Language and Linguistics (A nyelv és a nyelvészet enciklopédiája). 2. kiadás. 8. kötet. Boston: Elsevier, 2006 (ELL2). 13–15. o.

### Közvetett források
- (angolul) Chaffin, R.: The concept of a semantic relation (Egy szemantikai viszony fogalma). In Lehrer, A. – Kittay, E. F. (szerk.): Frames, fields, and contrasts (Structuri, câmpuri și contraste), Hillsdale (New Jersey): Lawrence Erlbaum, 1992. 253–288. o.
- (angolul) Cruse, D. A.: Lexical semantics (Lexikai szemantika). Cambridge: Cambridge University Press, 1986
- (angolul) Cruse, D. A.: Meaning in language (Jelentés a nyelvben). Oxford: Oxford University Press, 2000
- (angolul) Iris, M. A. et al.: Problems of the part-whole relation (A rész-egész viszony kérdései). In Evens, M. W. (szerk.): Relational models of the lexicon (A szókészlet viszonymodelljei). Cambridge: Cambridge University Press, 1988. 261–288. o.
- (angolul) Lyons, J.: Semantics (Szemantika), 1–2. kötet. Cambridge: Cambridge University Press, 1977
- (angolul) Mel’čuk, I.: Lexical functions: a tool for the description of lexical relations in a lexicon (Lexikai funkciók: szókészletbeli viszonyok leírásának egy lehetséges eszköze). In Wanner, L. (szerk.): Lexical functions in lexicography and natural language processing (Lexikai funkciók a lexikográfiában és a természetes nyelvek feldolgozásában). Amsterdam: John Benjamins, 1996. 37–102. o.
- (angolul) Miller, G. A.: Nouns in WordNet (Főnevek a WordNetben). In Fellbaum, C. (szerk.): WordNet: an electronic lexical database (A WordNet elektronikai adatbázis). Cambridge (Massachusetts): MIT Press, 1998. 23–46. o.
- (angolul) Winston, M. E. et al.: A taxonomy of part-whole relations (A rész-egész viszonyok egy lehetséges taxonómiája). In Cognitive Science, 11. évf., 4. sz. (1987). 417–444. o. (Hozzáférés: 2022. április 26.)